# Р-16
Р-16 е първата успешна междуконтинентална балистична ракета, разработена от СССР.
Приета е на въоръжение през 1962 г. Р-16/8к64/SS-7/Saddler е със следните характеристики:
- Степени – 2
- Дължина – 32,4 метра
- Диаметър – 3 метра
- Стартова маса – 148 тона
- Далечина на полета – 10 000 – 13 000 км
- Гориво – течно: асиметричен диметилхидразин и азотна киселина
- Тип на бойната глава – моноблок
- Брой бойни глави – 1
- Способ на базиране – шахтов
- Мощност на заряда – 3 – 6 Мт

Разработката ѝ започва на 13 май 1959 г. от КБ „Южно“ с главен конструктор Михаил Янгел. Снета е от въоръжение през 1979 г. С Р-16 е свързана катастрофата на 24 октомври 1960 г., при която загива маршал Митрофан Неделин, командващ РВСН.